# Argyrogrammana johannismarci
Argyrogrammana johannismarci is een vlindersoort uit de familie van de prachtvlinders (Riodinidae), onderfamilie Riodininae.
Argyrogrammana johannismarci werd in 1995 beschreven door Brévignon.